# Anna Sarkadi
Anna Kristiansson Sarkadi, född 12 februari 1974 i Budapest, är en ungersk-svensk läkare och professor i folkhälsa vid Uppsala universitet. Hennes expertis är föräldraskap och barns hälsa.

## Utbildning
Sarkadi föddes 1974 på Budasidan i Budapest i Ungern. Hon är dotter till två läkare och professorer, Zsófia Kálmán och Balázs Sarkadi, samt syster till marionettspelaren Bence Sarkadi. Hon studerade medicin först i Ungern och sedan i Sverige, dit hon flyttade 1995. Hon tog doktorsexamen 2001 vid Uppsala universitet på avhandlingen The borderland between care and self-care.  

## Forskning
Sarkadi studerar effekten av olika former av föräldraskap på barns hälsa och hur man kan förbättra föräldrastödet från förskola och skola. Emfasen ligger på förebyggande av psykiska och mentala problem hos barn. Hon gör både kvantitativa och kvalitativa forskningsstudier. 

### Media
Sarkadis forskning har citerats av populärpressen i olika länder, inklusive Irish Independent,  SDP Noticias i Mexiko,  State of Mind i Italien,  Huffington Post Deutschland i Tyskland,  och Psychology Today i USA. 